# Paracelsusring (Villach)
Der Paracelsusring ist eine von der Stadt Villach in unregelmäßigen Abständen verliehene Auszeichnung. Sie wird für wissenschaftliche Arbeiten, die mit Paracelsus in Zusammenhang stehen, und für wissenschaftliche und künstlerische Leistungen im Geiste und im Sinne des Paracelsus verliehen. Der goldene Ring zeigt die Wappen der Hohenheimer sowie der Stadt Villach.

## Preisträger
- 1954 Kurt Goldammer
- 1957 Ernst Rothlin
- 1960 Erwin Schrödinger
- 1963 Lorenz Böhler
- 1966 Hans Moritsch
- 1969 Robert Braun
- 1973 Konrad Lorenz
- 1976 Robert-Henri Blaser
- 1979 Gotbert Moro und Walter Pagel
- 1982 Andreas Rett und Wolfgang Schneider
- 1985 Cesar Bresgen und Erwin Jaeckle
- 1987 Paul Watzlawick
- 1990 Antal Festetics
- 1993 Hermann Lübbe und Helmut Schüller
- 1996 Rotraud A. Perner
- 1998 Franz Wurst (nach 2002 erfolgter Verurteilung aberkannt)[1]
- 2001 Hanno Millesi und Erich Loewy
- 2005 Johann Klocker und Hubert Sabitzer
- 2008 Peter Grohr
- 2013 Claudia Draxl
- 2016 Herwig Scholz
- 2019 Claudia Fräss-Ehrfeld[2]
- 2024[3] Konrad Paul Liessmann und Georg Lukeschitsch[4][5]